# Bekzod Abdurakhmonov
Bekzod Makhamadzhonovich Abdurakhmonov (Бекзод Махамаджонович Абдурахмонов; Tashkent, 15 de março de 1990) é um lutador de estilo-livre uzbeque, medalhista olímpico.

## Carreira
Abdurakhmonov participou dos Jogos Olímpicos de Verão de 2020 em Tóquio, onde participou do confronto de peso meio-médio, conquistando a medalha de bronze após derrotar o cazaque Daniyar Kaisanov.